# Villavaliente
Villavaliente é um município da Espanha na província de Albacete, comunidade autónoma de Castilla-La Mancha, de área 34,85 km² com população de 273 habitantes (2004) e densidade populacional de 7,83 hab/km².

## Demografia

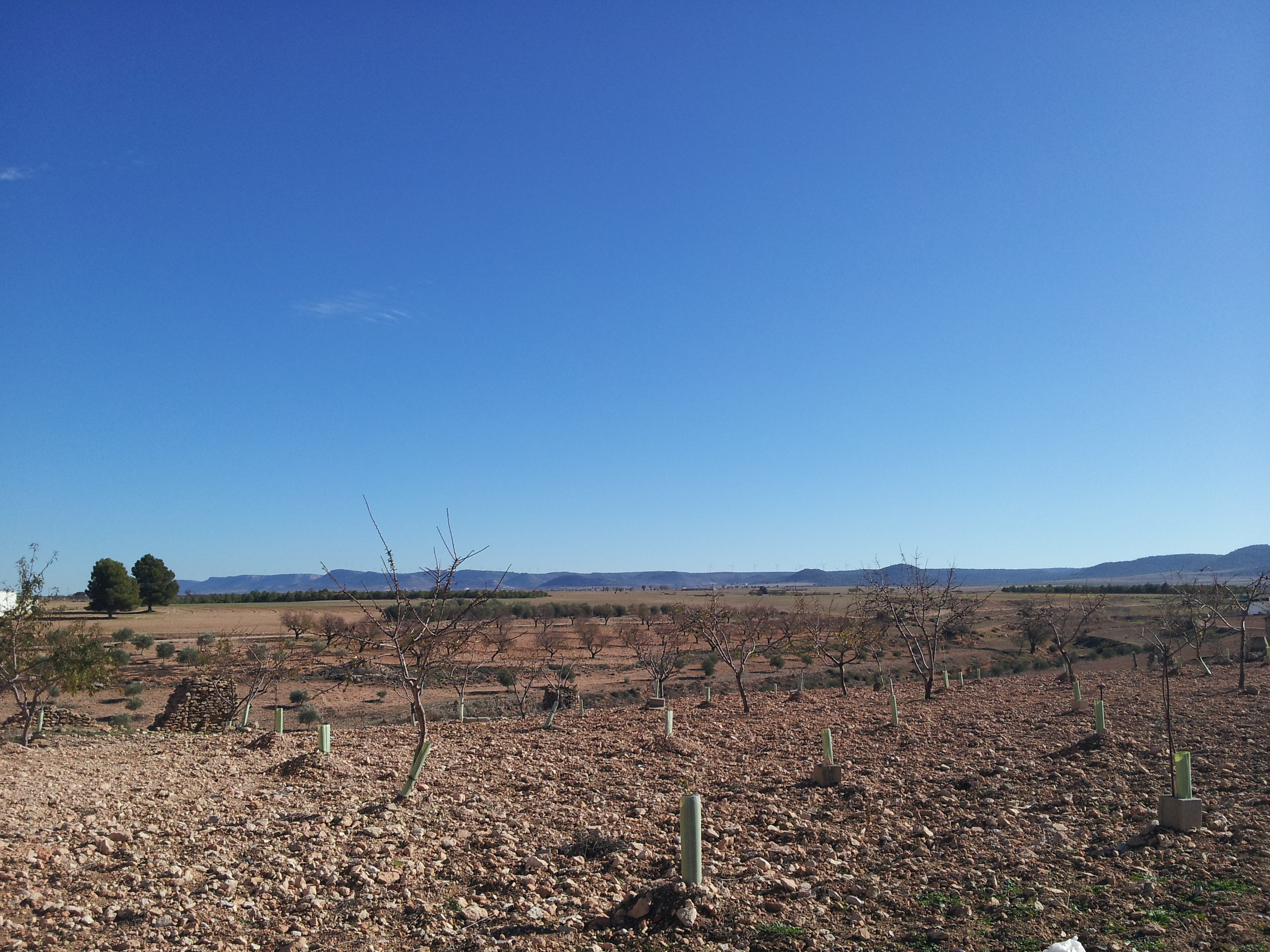
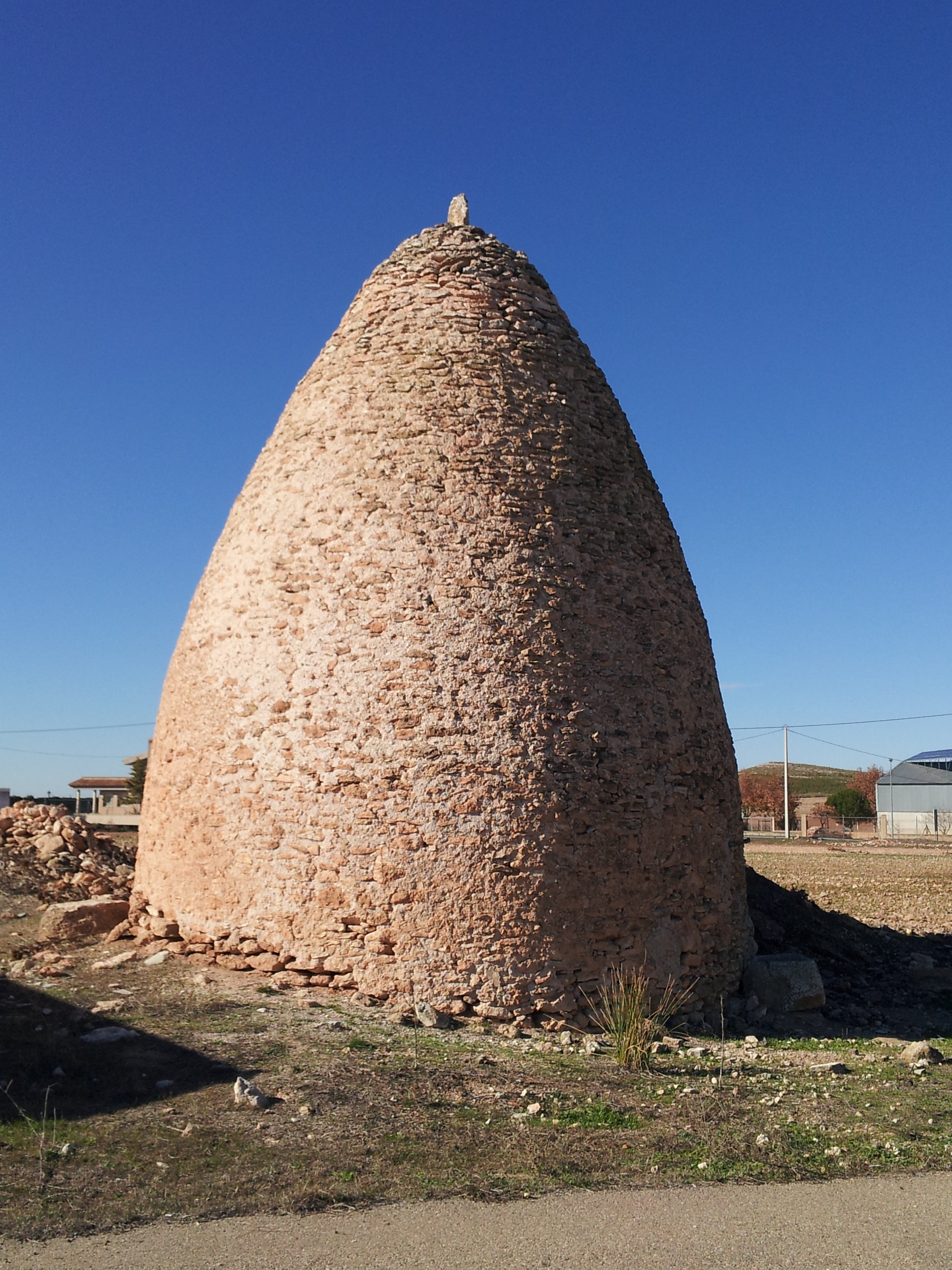
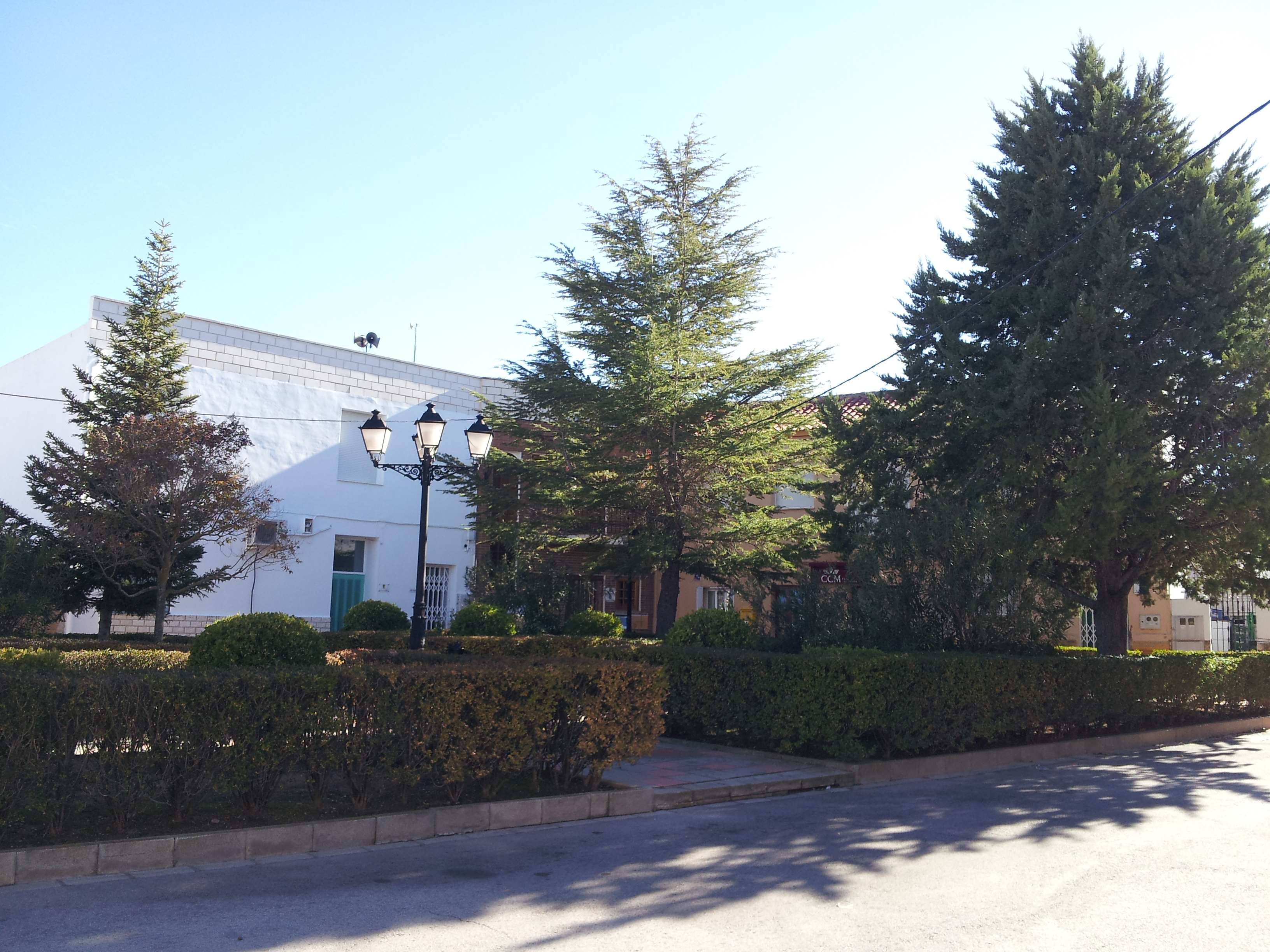
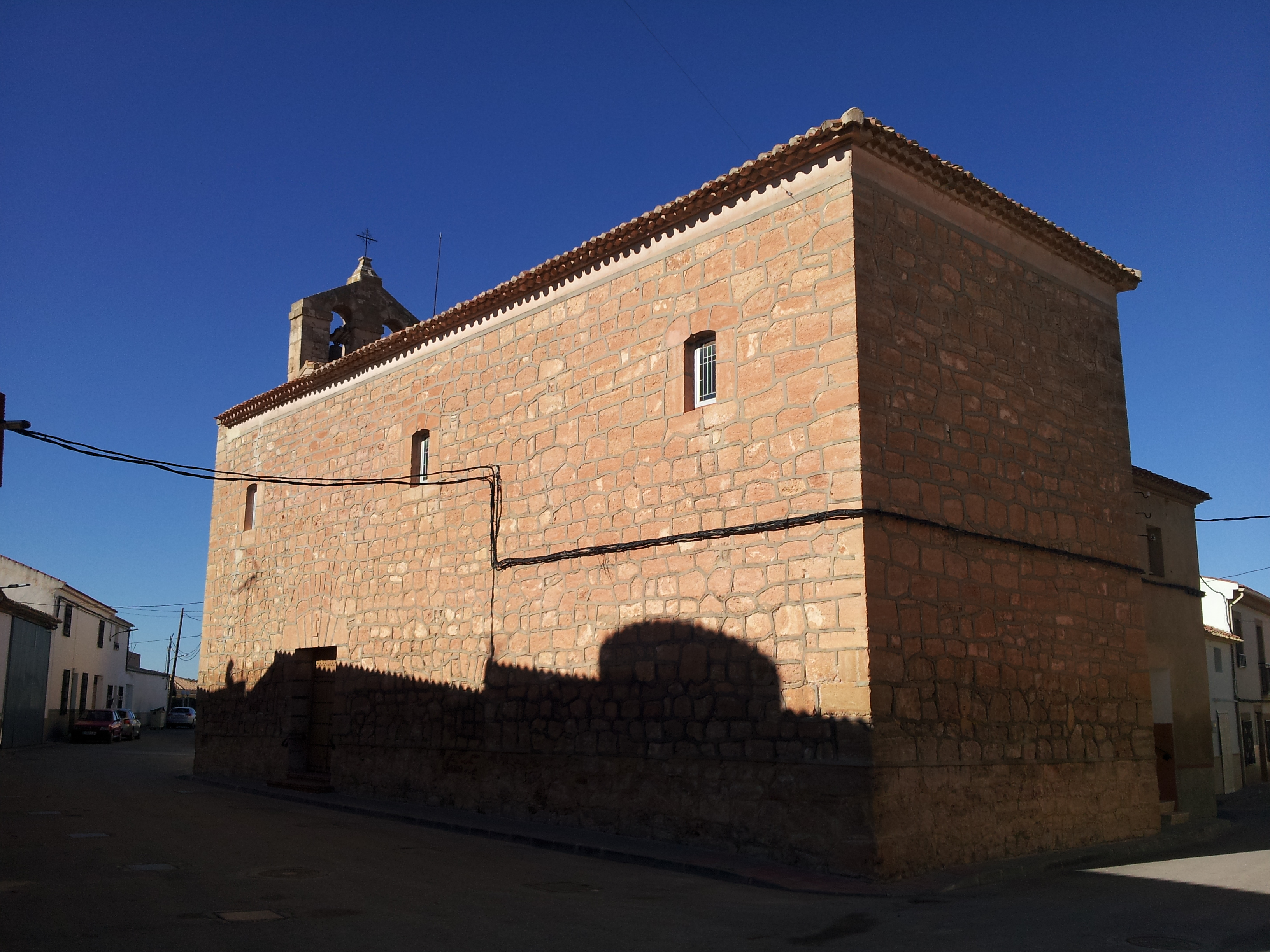
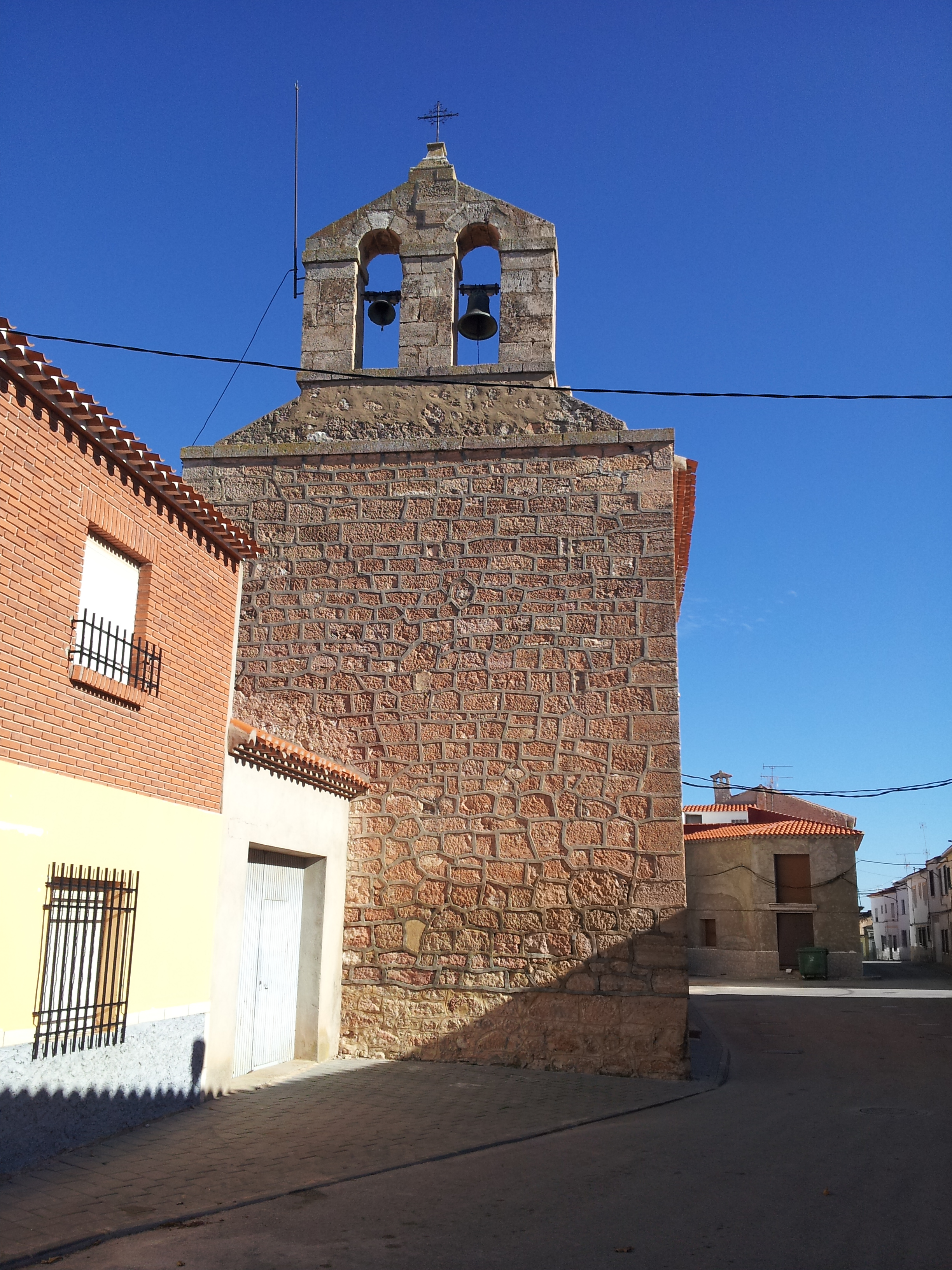
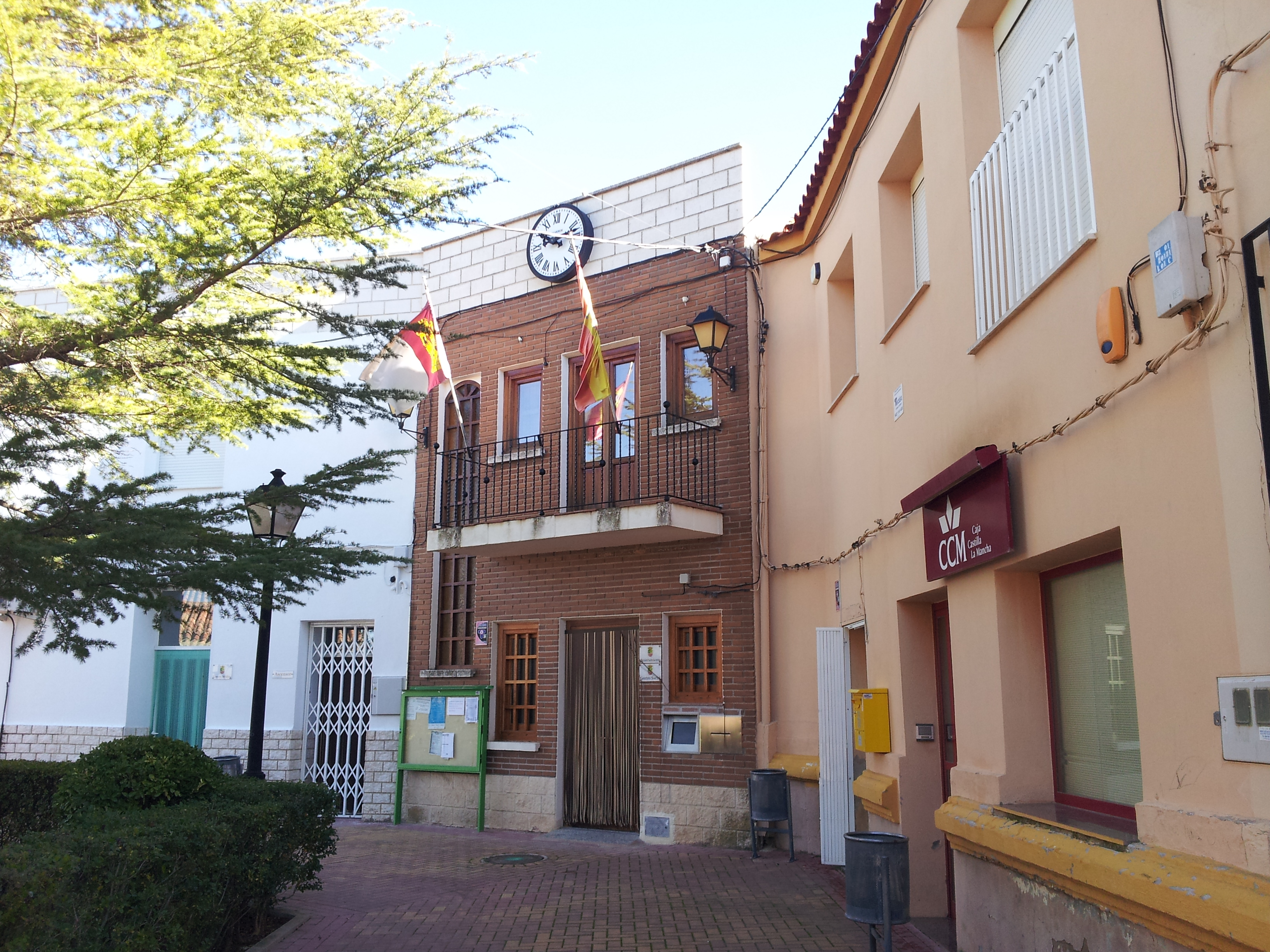
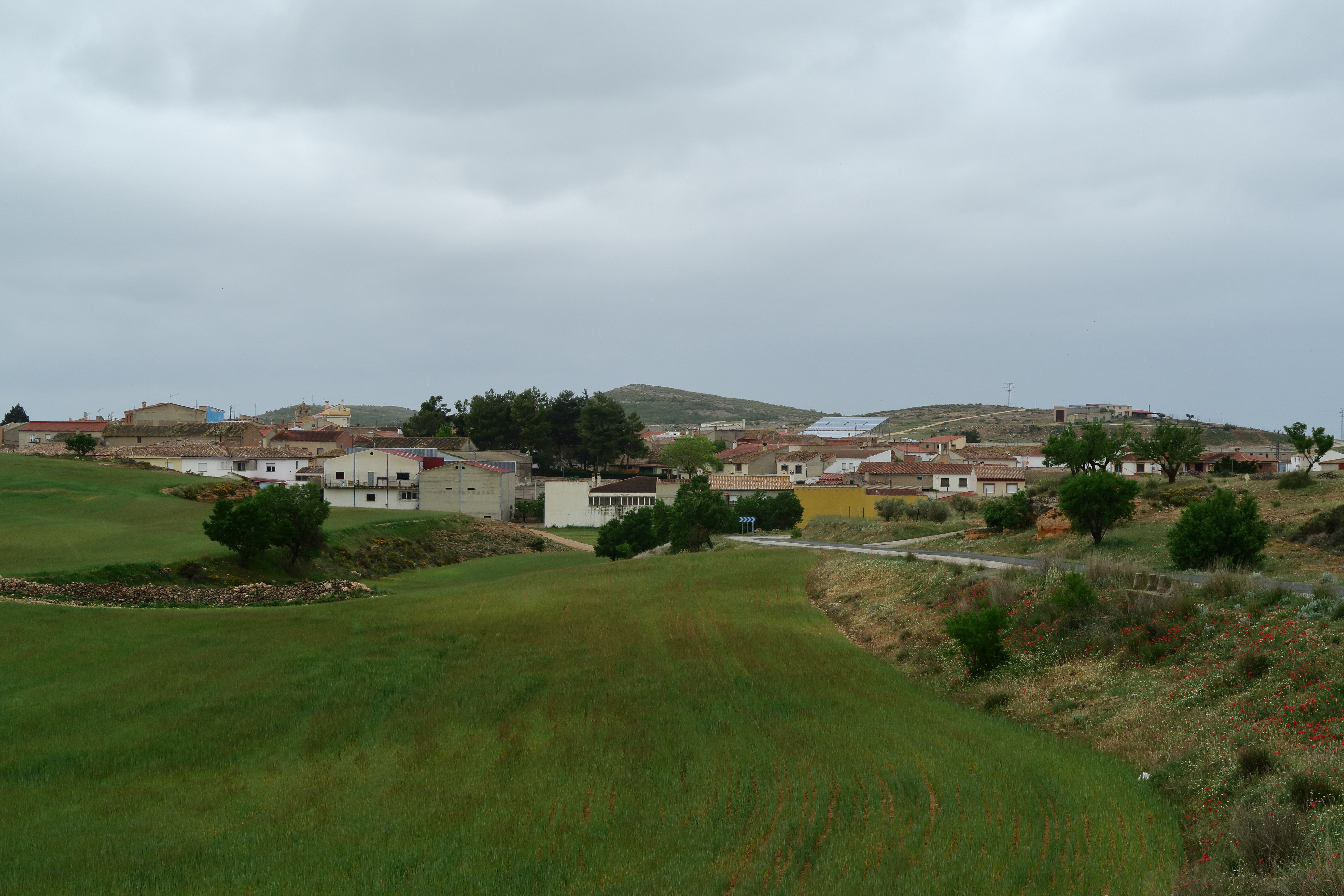

| Variação demográfica do município entre 1991 e 2004 | Variação demográfica do município entre 1991 e 2004 | Variação demográfica do município entre 1991 e 2004 | Variação demográfica do município entre 1991 e 2004 |
| --------------------------------------------------- | --------------------------------------------------- | --------------------------------------------------- | --------------------------------------------------- |
| 1991                                                | 1996                                                | 2001                                                | 2004                                                |
| 324                                                 | 307                                                 | 273                                                 | 273                                                 |